# Genya Ravan
Genya Ravan (Genyusha Zelkovicz; 19 de abril de 1940) es una cantante y productora discográfica estadounidense nacida en Polonia. Fue vocalista de las bandas The Escorts, Goldie & the Gingerbreads y Ten Wheel Drive, además de adelantar una carrera como solista.

## Carrera
Genya nació en Łódź, Polonia y llegó a los Estados Unidos en 1947, acompañada de sus padres y una hermana. Eran los únicos miembros de la familia que habían sobrevivido al Holocausto Nazi en Europa.
Su carrera inició en 1962 en un desafío de canto en un club de Brooklyn llamado The Lollipop Lounge. Más adelante le pidieron que se uniera a la banda The Escorts, siendo Richard Perry uno de sus miembros. En 1963 formó Goldie y The Gingerbreads, la primera banda en la historia conformada exclusivamente por mujeres que lograba firmar un contrato con una discográfica importante. A partir de 1970 empezó una carrera en solitario, siendo Cheesecake Girl de 2013 su último trabajo de estudio.
Ravan además trabajó como productora con varias discográficas. Entre otros, Genya fue la responsable del álbum debut Young Loud and Snotty de la agrupación Dead Boys (1977) y del disco Siren de Ronnie Spector (1982).

## Discografía
- Construction #1, Ten Wheel Drive with Genya Ravan, 1969
- Brief Replies, Ten Wheel Drive with Genya Ravan, 1970
- Peculiar Friends, Ten Wheel Drive with Genya Ravan, 1971
- Genya Ravan, 1972
- They Love Me, They Love Me Not, 1973
- Goldie Zelkowitz, 1974
- Urban Desire, 1978
- ...And I Mean It!, 1979
- Best of Ten Wheel Drive, 1995
- For Fans Only!, 2003
- Genya Ravan Live, 2006
- Undercover, 2010
- Cheesecake Girl, 2013